# Лондон — Суррей Классик 2014
3-й выпуск  Лондон — Суррей Классик — шоссейной однодневной велогонки в окрестностях столицы Великобритании Лондона. Гонка состоялась 10 августа 2014 года.

## Участники

### Российские участники
Российские велогонщики в гонке участие не принимали.

## Результаты
| Генеральная классификация | Генеральная классификация | Генеральная классификация | Генеральная классификация |
|                           | Гонщик                    | Команда                   | Время                     |
| ------------------------- | ------------------------- | ------------------------- | ------------------------- |
| 1-й                       | Адам Блайт                | NFTO Pro Cycling          | 4ч 39' 53"                |
| 2-й                       | Бен Свифт                 | Team Sky                  | + 0"                      |
| 3-й                       | Жюлиан Алафилипп          | Omega Pharma-Quick Step   | + 1"                      |
| 4-й                       | Филипп Жильбер            | BMC Racing Team           | + 1"                      |
| 5-й                       | Кристиян Корен            | Cannondale                | + 3"                      |
| 6-й                       | Сэм Беннетт               | Team NetApp-Endura        | + 12"                     |
| 7-й                       | Лоик Влиген               | BMC Racing Team           | + 13"                     |
| 8-й                       | Стеф Клемент              | Belkin Pro Cycling        | + 13"                     |
| 9-й                       | Элиа Вивиани              | Cannondale                | + 31"                     |
| 10-й                      | Рассел Даунинг            | NFTO Pro Cycling          | + 31"                     |